# 黎文忠
黎文忠（1876年11月25日—1934年11月19日）是越南新興宗教高臺教的第一任教宗，也就是最高宗教領袖。
黎文忠是交趾支那殖民政府的一名議員。1926年，他在一次降神會宣稱得到至高無上的神祇「高臺」的啟示，決定將自己一生奉獻給宗教事業。1926年10月7日，他率領27名「高臺」信徒，共同簽署「高臺教創立宣言」，並提交法屬交趾支那殖民政府的批准。自此高臺教正式創立。在這則宣言中，肯定了高臺教融合佛教、道教、儒教、基督教、唯靈論等信仰的原則。
信徒們本想推戴吳文昭為教宗，但被吳文昭推辭，後來黎文忠被推舉為第一任教宗。他死後，護法范公稷成為事實上的最高宗教領袖。